# Muscicapa williamsoni
Muscicapa williamsoni là một loài chim trong họ Muscicapidae.